# Magdalena Grzybowska
Pour les articles homonymes, voir Grzybowski.
Magdalena Grzybowska, née le 22 novembre 1978 à Poznań, est une joueuse de tennis polonaise, professionnelle de 1995 à 2002.
Joueuse prometteuse, elle remporte l'édition junior 1996 de l'Open d'Australie, puis obtient de bons résultats qui lui permettent d'être la première Polonaise à atteindre le 30e rang mondial en simple. Mais une blessure récurrente au genou à partir de 1998 perturbe sa carrière ; après de multiples tentatives peu fructueuses de retour à la compétition, elle arrête définitivement le tennis en 2002, à l'âge de 24 ans. Elle est restée pendant quinze ans la seule joueuse à être parvenue à éliminer Venus Williams au 1er tour du tournoi de Wimbledon.
Elle a fait partie de l'équipe polonaise de Fed Cup.

## Palmarès

### Titre en simple dames
Aucun

### Finale en simple dames
Aucune

### Titre en double dames
Aucun

### Finale en double dames
Aucune

## Parcours en Grand Chelem

### En simple dames
| Année | Open d'Australie | Open d'Australie | Internationaux de France | Internationaux de France | Wimbledon       | Wimbledon        | US Open         | US Open          |
| ----- | ---------------- | ---------------- | ------------------------ | ------------------------ | --------------- | ---------------- | --------------- | ---------------- |
| 1996  | 2e tour (1/32)   | Helena Suková    | 1er tour (1/64)          | MJ Fernández             | 1er tour (1/64) | Aleksandra Olsza | 1er tour (1/64) | I. Gorrochategui |
| 1997  | 3e tour (1/16)   | Patty Schnyder   | 1er tour (1/64)          | Petra Begerow            | 3e tour (1/16)  | Patricia Hy      | 1er tour (1/64) | Magüi Serna      |
| 1998  | 3e tour (1/16)   | Ai Sugiyama      | 1er tour (1/64)          | Dominique Monami         | 2e tour (1/32)  | Arantxa Sánchez  | 2e tour (1/32)  | Dominique Monami |
| 1999  | -                | -                | -                        | -                        | 1er tour (1/64) | Ai Sugiyama      | 2e tour (1/32)  | Henrieta Nagyová |
| 2000  | -                | -                | 3e tour (1/16)           | Anke Huber               | 2e tour (1/32)  | Cristina Torrens | 1er tour (1/64) | Lisa Raymond     |
| 2001  | 1er tour (1/64)  | R. de los Ríos   | -                        | -                        | -               | -                | -               | -                |
| 2002  | -                | -                | 1er tour (1/64)          | Cristina Torrens         | -               | -                | -               | -                |

À droite du résultat, l’ultime adversaire.

### En double dames
| Année | Open d'Australie             | Open d'Australie          | Internationaux de France    | Internationaux de France   | Wimbledon                    | Wimbledon                 | US Open                      | US Open                    |
| ----- | ---------------------------- | ------------------------- | --------------------------- | -------------------------- | ---------------------------- | ------------------------- | ---------------------------- | -------------------------- |
| 1996  | 1er tour (1/32) A. Olsza     | Krajčovičová L. Němečková | 1er tour (1/32) A. Olsza    | M. Lindström M. Strandlund | 1er tour (1/32) A. Olsza     | M. Werdel T. Whitlinger   | 1er tour (1/32) Virag Csurgo | S. Noorlander S. Pitkowski |
| 1997  | 1er tour (1/32) A. Olsza     | Yayuk Basuki Caroline Vis | 1er tour (1/32) A. Olsza    | K. Boogert Irina Spîrlea   | 2e tour (1/16) C. Cristea    | MJ Fernández Lisa Raymond | 2e tour (1/16) C. Cristea    | Amy Frazier Kimberly Po    |
| 1998  | 2e tour (1/16) H. Nagyová    | L. Davenport N. Zvereva   | 2e tour (1/16) A. Sidot     | A. Fusai N. Tauziat        | 2e tour (1/16) T. Tanasugarn | Silvia Farina L. Montalvo | 1er tour (1/32) C. Cristea   | K. Kschwendt A. Sidot      |
| 2000  | 2e tour (1/16) Tara Snyder   | A. Coetzer Likhovtseva    | 2e tour (1/16) E. Tatarkova | Kimberly Po A. Sidot       | 1er tour (1/32) Yuka Yoshida | J. Capriati Jelena Dokić  | -                            | -                          |
| 2001  | 1er tour (1/32) S. Appelmans | Nicole Arendt Ai Sugiyama | -                           | -                          | -                            | -                         | -                            | -                          |

Sous le résultat, la partenaire ; à droite, l’ultime équipe adverse.

### En double mixte
N'a jamais participé à un tableau final.

## Parcours aux Jeux olympiques

### En simple dames
| # | Date       | Nom de l'olympiade       | Surface    | Résultat        | Ultime adversaire      | Score    |          |
| - | ---------- | ------------------------ | ---------- | --------------- | ---------------------- | -------- | -------- |
| 1 | 23/07/1996 | Summer Olympics, Atlanta | Dur (ext.) | 1er tour (1/32) | Virginia Ruano Pascual | 6-4, 6-2 | Parcours |

### En double dames
| # | Date       | Nom de l'olympiade      | Surface    | Résultat        | Partenaire       | Ultimes adversaires          | Score         |          |
| - | ---------- | ----------------------- | ---------- | --------------- | ---------------- | ---------------------------- | ------------- | -------- |
| 1 | 23/07/1996 | Summer Olympics Atlanta | Dur (ext.) | 1er tour (1/16) | Aleksandra Olsza | Mary Pierce Nathalie Tauziat | 6-2, 3-6, 6-0 | Parcours |

## Parcours en Fed Cup
| #                                                               | Date       | Lieu     | Surface      | Gagnante(s)     | Perdante(s)          | Score         |          |
|                                                                 |            |          |              |                 |                      |               |          |
| 1998 - Barrage (groupe mondial II) - Autriche - Pologne - 5 : 0 |            |          |              |                 |                      |               |          |
| 1                                                               | 25/07/1998 | Bergheim | Terre (ext.) | Sylvia Plischke | Magdalena Grzybowska | 6-2, 3-6, 6-0 | Parcours |

## Classements WTA

### Classements en simple en fin de saison
| Année | 1994 | 1995 | 1996 | 1997 | 1998 | 1999 | 2000 | 2001 | 2002 |
| Rang  | 441  | 73   | 135  | 40   | 52   | 208  | 83   | 895  | 394  |

Source : (en) « Classements de Magdalena Grzybowska », sur le site officiel du WTA Tour

### Classements en double en fin de saison
| Année | 1994 | 1995 | 1996 | 1997 | 1998 | 1999 | 2000 |
| Rang  | 698  | 106  | 131  | 111  | 118  | 162  | 152  |

Source : (en) « Classements de Magdalena Grzybowska », sur le site officiel du WTA Tour